# Erin Kellyman
Erin Mae Kellyman (Tamworth, 17 oktober 1998 is een Britse actrice voornamelijk bekend van haar rollen als Enfys Nest in Solo: A Star Wars Story en Eponine Thénardier in de televisieserie Les Misérables. In 2021 kreeg Kellyman een hoofdrol in een televisie binnen het Marvel Cinematic Universe, The Falcon and the Winter Soldier, waar ze een antifascistische rebel vertolkt.

## Leven en carrière
Kellyman studeerde af aan The Nottingham Television Workshop.
Haar eerste rol was in Raised by Wolves, hierna speelde ze onder andere in de BBC-sitcom The Coopers Vs The Rest, de BBC-bewerking van Les Misérables en in de serie Don't Forget the Driver.
Kellymans eerste filmrol was als Enfys Nest in Solo: A Star Wars Story, waardoor ze wereldwijde bekendheid verwierf.

## Filmografie

### Film
| Jaar | Titel                   | Rol        | Regisseur          | Opmerkingen |
| ---- | ----------------------- | ---------- | ------------------ | ----------- |
| 2018 | Solo: A Star Wars Story | Enfys Nest | Ron Howard         |             |
| 2020 | The Green Knight        |            | David Lowery       |             |
| 2024 | Blitz                   | Doris      | Steve McQueen      |             |
| 2024 | Woken                   | Anna       | Alan Friel         |             |
| 2025 | Eleanor the Great       | Nina       | Scarlett Johansson |             |
| 2025 | 28 Years Later          | Jimmy Ink  | Danny Boyle        |             |

### Televisie
| Jaar      | Titel                             | Rol              | Opmerkingen    |
| --------- | --------------------------------- | ---------------- | -------------- |
| 2015–2016 | Raised by Wolves                  | Cathy            | 5 afleveringen |
| 2017      | Uncle                             | Eleanor          | 1 aflevering   |
| 2018–2019 | Les Misérables                    | Éponine          | 3 afleveringen |
| 2019      | Don't Forget the Driver           | Kayla            | 6 afleveringen |
| 2020      | Life                              | Maya             | 6 afleveringen |
| 2021      | The Falcon and the Winter Soldier | Karli Morgenthau | 6 afleveringen |
| 2022-2023 | Willow                            | Jade Claymore    | 8 afleveringen |